# Engern

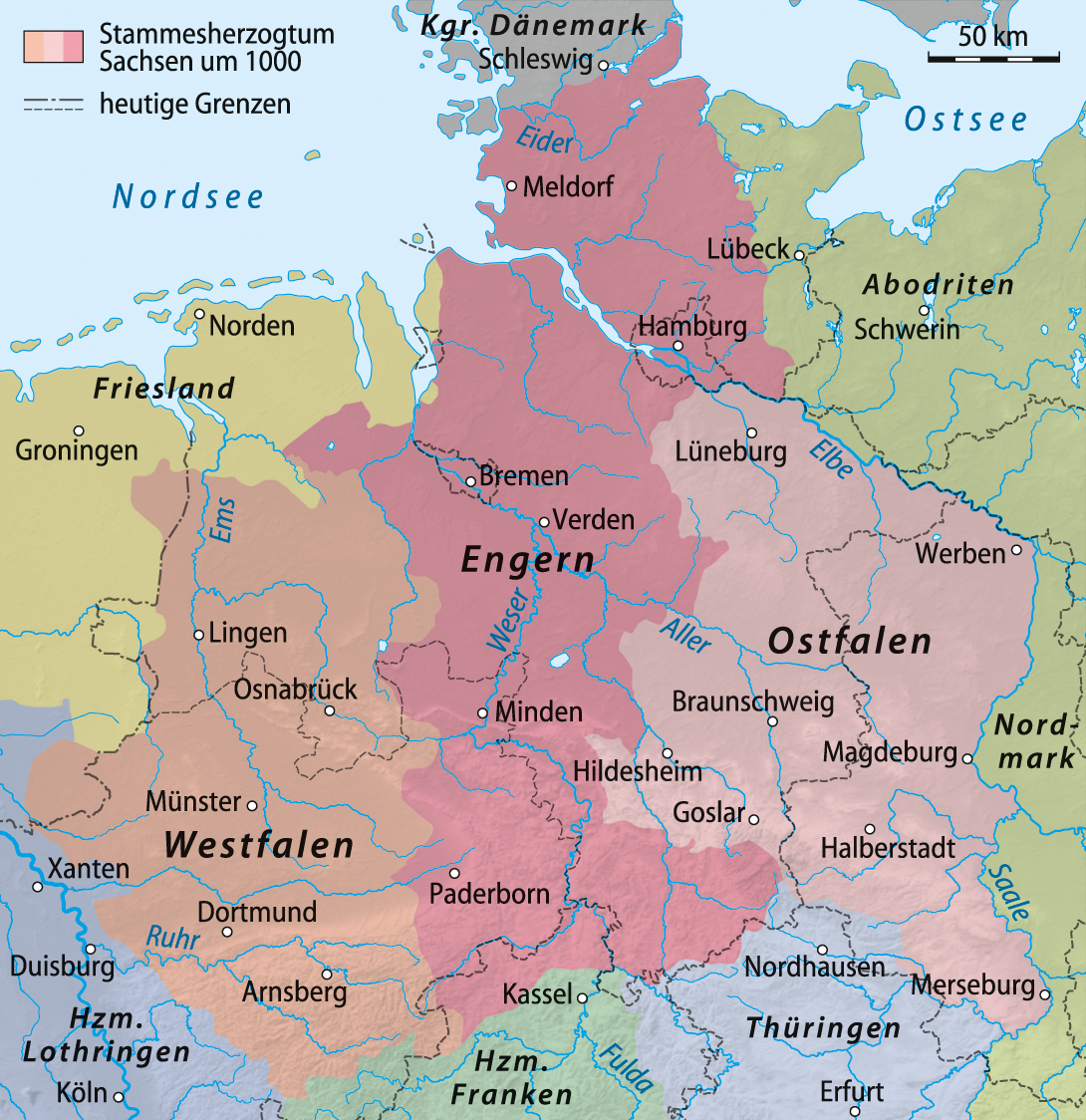
Stamhertigdömet Sachsens tre beståndsdelar, Westfalen, Engern och Ostfalen, c:a år 1000.

Engern var en historisk region i norra Tyskland. Tillsammans med Westfalen och Ostfalen utgjorde Engern en av de tre delarna i det medeltida hertigdömet Sachsen.

## Källa
Den här artikeln är helt eller delvis baserad på material från Nordisk familjebok, Angrivarier, 1904–1926.